# Депортація калмиків
Депортація калмиків або Операція «Улуси» — форма політичних репресій за національною ознакою, операція НКВС, примусова висилка з місць постійного проживання етнічних калмиків в 1943—1944 роках в райони Уралу, Сибіру й Середньої Азії, визнана російським парламентом як акт геноциду. 17 березня 1956 року калмики були реабілітовані, та їм було дозволено повернутися на батьківщину.
27 грудня 1943 року вийшов Указ Президії Верховної Ради СРСР «Про ліквідацію Калмицької АРСР і утворення Астраханської області в складі РСФСР».
У 1944 році Калмицьку АРСР було ліквідовано, її райони увійшли до складу сусідніх областей й Ставропольського краю:
- Західний й Яшалтинський райони (останній перейменований на Степновський) увійшли до складу Ростовської області,
- м. Еліста (перейменована в м. Степовий) і прилеглі улуси Пріютненський, Кетченеровський, Чорноземельський, Троїцький, Юстинський, Приволзький, Каспійський — до складу Астраханської області,
- Малодербетовський, Сарпинський улуси — до складу Сталінградської області.

Калмицькі назви улусів і їх центрів, а також окремих населених пунктів замінялися російськими назвами.
9 березня 1944 року був скасований Калмицький район Ростовської області, його територія розділена між Мартиновським, Романовським, Зимовниковським й Пролетарським районами.